# 기타오이시다역
기타오이시다역(일본어: 北大石田駅)은 일본 야마가타현 기타무라야마군 오이시다정에 위치한 동일본 여객철도 오우 본선의 철도역이다. 야마가타 선 구간에 포함되어 있으며, 단선 승강장 1면 1선의 구조를 갖춘 지상역이다.

## 역 주변
- 국도 제13호선

## 역사
- 1960년 12월 20일 : 개업.
- 1987년 4월 1일 : 일본국유철도 분할 민영화에 의해, 동일본 여객철도가 승계.
- 1999년 12월 4일 : 야마가타 신칸센의 신조 연신에 수반해 보통 열차가 모두 전차화. 연신 전에 객차 열차의 전체 기동차의 일부가 통과했던 자취를 받아, 보통 열차 중 상행 전차 1대, 하행 전차 2대를 당역으로 통과했다.
- 2000년 12월 2일 : 보통 열차가 모두 정차하는 것이 된다.
- 2011년 4월 7일 : 동일본 대지진에 의해, 승강장이 길이 약 15m, 폭 약 3m에 걸쳐 붕괴.

## 인접 역
| 동일본 여객철도 오우 본선 | 동일본 여객철도 오우 본선 | 동일본 여객철도 오우 본선 |
| ------------------------- | ------------------------- | ------------------------- |
| 오이시다 야마가타 방면    | ■ 야마가타 선             | 아시사와 신조 방면        |